# 所さんの日本ジツワ銀行
『所さんの日本ジツワ銀行』（ところさんのにほんジツワぎんこう）は、2002年10月2日から2003年9月24日まで日本テレビ系列局で放送された日本テレビ製作のバラエティ番組。放送時間は毎週水曜 22:54 - 23:24 (JST) 、日本テレビ系全国ネットの深夜番組放送枠『夜は別バラ22:54』水曜の番組として放送。

## 概要
ディーラーと呼ばれる出演者たちが視聴者から投稿された面白い実話をフリップボードとVTRを使って紹介し、その話の内容によって投稿者に贈る賞金の額を決めていた番組である。司会は「日本ジツワ銀行」総裁役の所ジョージが担当。
投稿者に贈る賞金の額は、前期では観客の投票を基にして決め、それを番組独自の単位「ゲラ」で表していた。さらに、所がその回で面白いと認めた話に対し、贈る賞金額を2倍・3倍にしていた。ちなみにその面白い話をしたディーラーには、2倍の時には2本、3倍の時には3本のバナナが所から贈られた。ただし、始めの2回ほどはヤクルト飲料だった。放送後期では出演者全員がその場に座って実話を語り、面白い話をした者に1万円を贈るという形式に変更された。また一時的に、所自身が面白い話を紹介するコーナーを実施していたこともある。

## 出演者

### 総裁
- 所ジョージ

### 番頭
- 藤井恒久（日本テレビアナウンサー）

### 秘書
- 佐藤良子（日本テレビアナウンサー）

### ディーラー
（五十音順）
- 伊集院光
- 大澄賢也
- 勝俣州和
- 金子貴俊
- 神谷明
- 岸田健作
- くりぃむしちゅー（有田哲平・上田晋也）
- 三瓶 - フリップボードのイラストを自分で描いていた。
- 品川庄司（品川祐・庄司智春）
- 垂木勉
- 中川家（礼二・剛）
- なるみ
- 久本朋子
- 眞鍋かをり
- 光浦靖子（オアシズ）
- MEGUMI
- 山咲トオル
- 山寺宏一
- 吉田照美
- 他

## スタッフ
- 構成 - 鈴木工務店、桝本壮志、ヒロハラノブヒコ、近藤祐次、三田卓人、番組あてるぞう（番組→2002年12月4日 - ）、上野耕平（上野→2003年1月22日 - ）
- TM - 福王寺貴之
- SW - 宮崎和久、安藤康一、武藤慶一、村上新郷
- CAM - 吉田健治、遠藤文章、増井譲二、山口直樹、鈴木健司
- 音声 - 中村一男
- 照明 - 細川登喜二、村山真美
- 調整 - 江頭恭二、山口直樹、服部博、飯島章、笈川太、山口考志、三崎美貴、小澤郁弥、石野太一、菅谷典彦、三橋崇弘
- 美術 - 鈴木喜勝、小林俊輔
- 電飾 - 浅野辰也
- 大道具 - 中里昭博
- 小道具 - 吉田浩
- メイク - 村上静子、青木千枝子、土屋裕子、本田幸子、坂井潤子、大塚恭子、大久保恵美子、鷹部麻里、佐々木恵
- 編集 - 関美幸（ギヴアンドテイク）
- 音効 - 森山顕仁（ヘンドリックス）、譲矢健志（ヘンドリックス、2003年1月8日 - ）
- TK - 木下渚
- タイトル - ちょうそうれつ
- イラスト - 志水則友、カラーテック（毎週）、すぎうらあきら、森山ヒロカズ、グレートインターナショナル
- 美術協力 - 日本テレビアート
- 協力 - SUN DANCE、日本テクトロニクス
- リサーチプロデューサー - 内藤智子、木村八恵(重)子（木村→第1,2回はリサーチ）、佐藤久美子
- リサーチ - アガサス
- 技術協力 - 日放、プロセンスタジオ、ビデオフォーカス
- 広報 - 立柗典子
- デスク - 川渕惠子
- 演出補 - 渡邊祐示、杉本ルリ子、岡本映子、長瀬徹、岩田裕美、鈴木政裕、千葉章世、岡田渉、近藤満来
- アシスタントプロデューサー - 羽村直子、竹下美佐
- 演出・ディレクター - 中村博行、加藤宏実、柳井誠也、柳川剛、磯田修、川勝茂、三枝幹直、高橋政光、小野隆史【毎週1人担当、その他はディレクター】
- スーパーバイザー - 矢坂義之
- 企画・総合演出 - 三觜雅人
- プロデューサー - 矢追孝男 / 宇佐見友教、小山伸一
- チーフプロデューサー - 桜田和之
- 制作協力 - 日企、ZION
- 制作著作 - 日本テレビ

### 過去のスタッフ
- 構成 - オフィスぼくら、オフィスまぁ、オフィス・トゥー・ワン（共に第1,2回） 、さだ（2002年10月1日 - 12月25日）、大谷裕一、小野寺雅之、千葉健作、望月佐一郎（大谷〜望月→2003年1月22日 - 3月）、佐藤がっかり、松原秀（佐藤・松原→2003年2月12日 - 3月）
- リサーチ - フリード（第1,2回）、スコープ、古舘プロジェクト（古舘→第5回-、第1,2回は構成）
- ディレクター - 鈴木亮二、長谷川孝行、藤原慶祐、長谷川孝

## 備考
- 前期においては、佐藤の「レッツ運用」のコールでディーラーの面白い話が始まっていた。その際に佐藤は手で色々な形を作っていた。ただし、三瓶がディーラーの時には「レッツ運用です」と「三瓶です」の時と同じ手の動きをしていた。
- 「日本ジツワ銀行」なる銀行は現実には存在しないが、舞台設定に銀行を用いているということで、日本金融通信社の発行誌『ニッキン』にこの番組がスタートすることを伝える記事が掲載されたことがある。
- 新聞のテレビ欄においては当初は「日本ジツワ銀行」と表記されていたが、途中から「所さんのジツワ」と表記されるようになった。両者は共に全角7文字で収まるようにしてある。
- 所は番組の放送当時に一度TBSの『おかしや?さんま!』にゲスト出演したことがあるが、その際にこの番組の話をして司会の明石家さんまを大いに気に入らせた。
- 後期は「日本ジツワ銀行2」に改題され、臨場感溢れるジツワを楽しんでもらうべく音声もモノラル放送からステレオ放送に変更された。
- 番組終了後も公式サイトでネタの募集を継続し、レギュラー版終了後に一度総集編が放送され、また放送するつもりもあったかのようだったが、放送はしていない。